# Friser

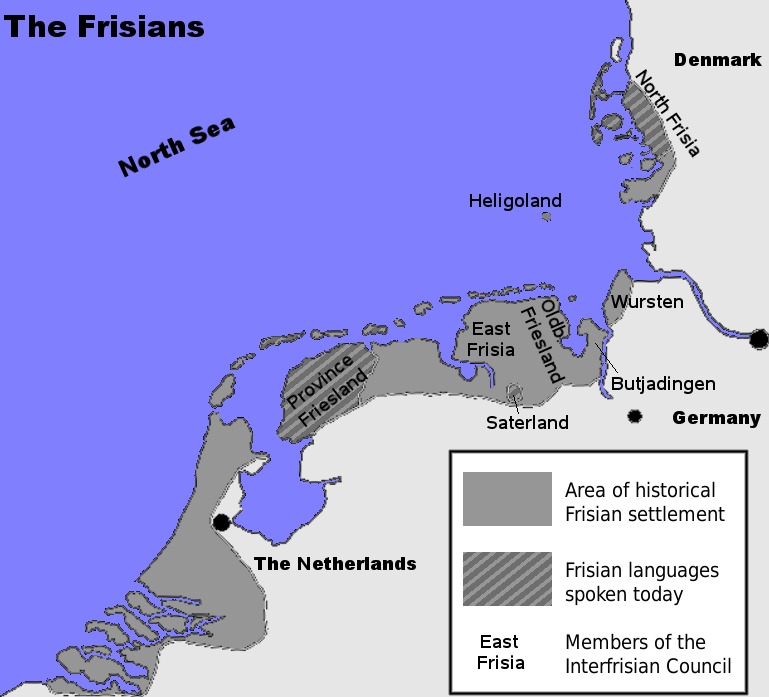
Friserna historiska utbredning i mörkgrått. Randigt där frisiska talas i modern tid.

Friser var historiskt invånare av kustområden vid Nordsjön av varierande utsträckning mellan Schelde i söder och Elbe i norr. Språket frisiska är belagt sedan medeltiden, främst i juridiska texter. Friser betecknar i dag invånare i Friesland, Ostfriesland och Nordfriesland.

## Romartid
Friserna omnämns först hos romerska författare. De kom under romarnas herravälde genom Nero Claudius Drusus (12 f.Kr.), reste sig 28 e.Kr., blev åter kuvade, men återfick sin frihet, då kejsar Claudius (41-54) drog tillbaka de romerska legionerna från högra Rhenstranden. Vid början av 600-talet hade de i söder utbrett sig till gränsen av nuvarande Belgien och i nordväst med sig sammansmält de mellan Ems och Weser boende chaukerna.

## Karolingisk tid
Senare (under den karolingiska tiden) fann man friser även på Slesvigs västra kust mellan Ejderen och Vidåen och öarna därutanför samt på Helgoland, men sambandet mellan dessa "nordfriser" (så kallade kongsfriser) och de egentliga friserna är ej klarlagt. Genom sin hedniska vildhet var de sistnämnda besvärliga grannar för det frankiska riket. Sedan detta vunnit ny styrka genom de karolingiska rikshovmästarna, kuvades de därför av frankerna, dock först efter en hårdnackad frihetskamp (de besegrades 689 av Pippin av Herstal och 734 av Karl Martell), och kristnades, främst av missionärerna Willibrord och Bonifatius, varefter Karl den store ordnade landets förvaltning. Vid karolingiska rikets delning mellan Ludvig den frommes söner (843) kom Frisland till den landsträcka mellan Medelhavet och Nordsjön, som jämte Italien tillerkändes Lothar I, ingick vid delningen av dennes rike mellan hans söner i det stycke, som tillföll Lothar II (Lotharingia) och förenades efter Lothar II:s död (869) med Tyskland.

## Frisisk rätt

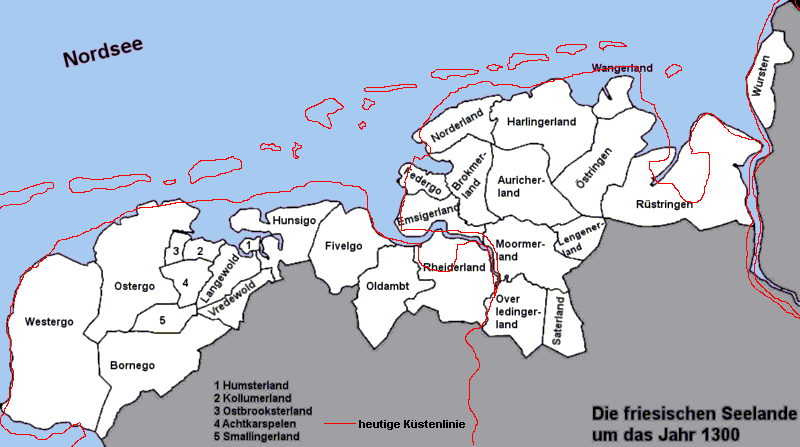
De frisiska landskapen runt år 1300

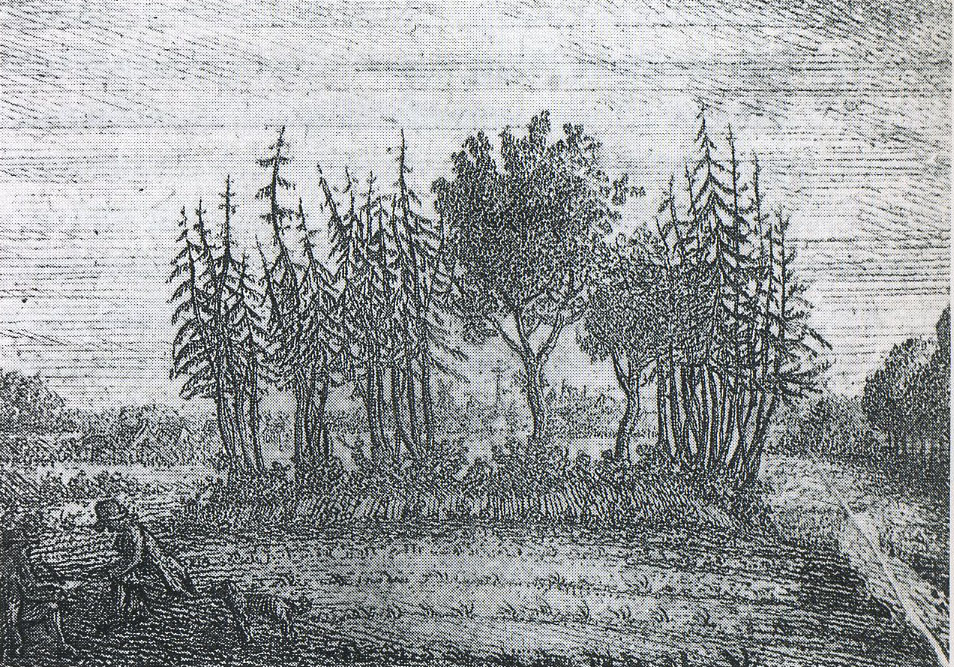
Fram till 1300-talet samlades varje år representanter för de sju frisiska områdena vid Upstalsboom utanför Aurich i Ostfriesland

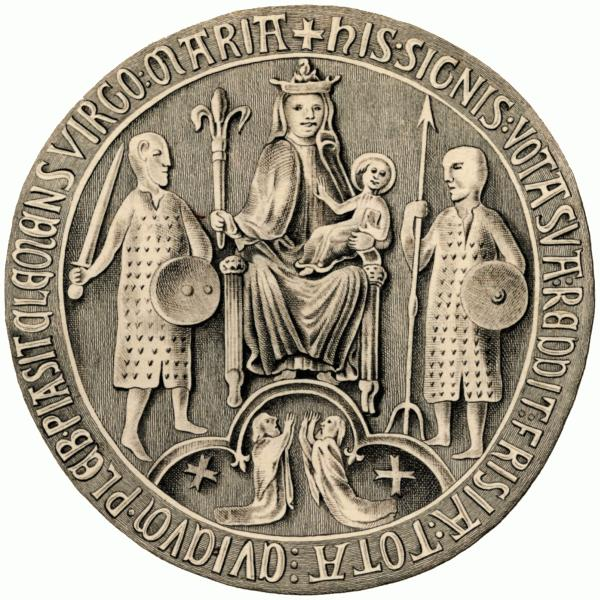
Upstalsboom-förbundets sigill från 1324

Hos friserna bibehöll sig urgamla germanska rättsförhållanden mera oförändrade än hos andra germanfolk, som uppgått i det frankiska riket, och deras rättshistoria är därför synnerligt intressant. Deras gamla lag upptecknades troligen redan genom Karl den stores försorg och sammanfördes med senare rättsurkunder ej långt därefter till ett samlingsverk, Lex frisionum. Frisland var vid denna tid indelat i Väst-Frisland (väster om Zuiderzee), Mellan-Frisland (nuvarande provinsen Friesland) och Öst-Frisland (nuvarande provinsen Groningen, tyska Ostfriesland (öster om Dollart) och vissa områden då tillhörande Oldenburg). När länsväsendet utvecklade sig i de karolingiska delrikena, uppstod i Väst-Frisland stora världsliga och andliga feodalvälden (såsom grevskapen Holland, Zeeland, Gelderland och biskopsstiftet Utrecht), men i Mellan- och Öst-Frisland upprättade de fria bönderna jämte adliga hövdingar en på forngermanska grundsatser vilande förbundsförfattning, och endast hos dessa, "de fria friserna", bibehöll sig den frisiska nationaliteten, varför namnet Frisland efter denna tid betecknar blott landet öster om Zuiderzee.
Förbundet utvecklade på sina lant- och förbundsdagar en livlig lagstiftande verksamhet, vars resultat finns bevarade i den s.k. Küren. På 1200-talet började emellertid förbundet försvagas genom inre strider och anfall av feodala grannar.

## Modern tid
Den östligaste delen av Ostfriesland kuvades under häftiga strider slutligen fullständigt (1514) av grevarna av Oldenburg, i vilkas land den uppgick. Groningen kom under stiftet Utrecht, och över den återstående delen, som nu ensam behöll namnet Ostfriesland, upphöjde kejsaren på 1400-talet en förbundsanförare av släkten Cirksena till ärftlig tysk riksgreve. I Mellan-Frisland, om vilket namnet Friesland utan vidare nu uteslutande började användas och som ännu behåller detta namn, underkastade sig befolkningen på 1400-talet hellre en riksståthållare än de holländska grevarna. Vid nya tidens början uppgick därefter hela området mellan Dollart och nuvarande belgiska gränsen (d.v.s. Frisland i dess gamla mest vidsträckta betydelse med undantag av tyska riksgrevskapet Ostfriesland och den med Oldenburg införlivade östfrisiska delen) i habsburgska husets "burgundiska arv" och kallades sedan jämte de belgiska provinserna Nederländerna, men skilde sig från de förra genom nederländska frihetskriget. Inom den härigenom uppkomna nederländska republiken intog provinsen Friesland, det forna Mellan-Frisland, så till vida en särskild ställning, att ståthållarskapet däröver ej tillhörde Vilhelm av Oranien och hans ättlingar, utan en från hans bror härstammande gren av det oraniska huset. En medlem av denna gren, Vilhelm Friso, förvärvade 1747 ärftlig ståthållarvärdighet över hela den nederländska republiken, och från honom härstammar den nuvarande nederländska, (oraniska) kungafamiljen.

## Friserna och frisiskan i dag
Friserna finns i dag i de tyska förbundsländerna Schleswig-Holstein och Niedersachsen samt i provinsen Friesland i Nederländerna. Friserna är en av Tysklands fyra minoriteter. Friserna har ett eget språk som kallas frisiska.  
Det frisiska språket ingår i den västgermanska språkgruppen och delas in i tre grenar: väst-, öst- och nordfrisiska. Västfrisiskan talas i dag av ca 400 000 personer i Nederländerna, östfrisiska (saterfrisiska) talas i Niedersachsen av ca 2 000 personer och nordfrisiska talas av ca 10 000 personer och förstås av ytterligare 20 000 personer i Schleswig-Holstein.  
Nordfrisiskan talas vid kusten och på de nordfrisiska öarna Sylt, Föhr och Amrum i Nordfrieslands kommun samt på ön Helgoland i Pinnebergs kommun. Nordfrisiskan har sedan 1800-talet utvecklat ett skriftspråk och består i dag av nio dialekter, varav tre är akut hotade att dö ut. Sex av dialekterna (s.k. ”kontinentalfrisiska”) talas vid kusten och tre dialekter på öarna (s.k. ”ö-frisiska”, till exempel Fering på Föhr och Sölring på Sylt). 
Friserna i Ostfriesland talar sedan 1800-talet inte längre frisiska, men har behållit sin kulturella identitet. Saterfriserna i Saterland härstammar från östfriserna. Saterfrisiska talas i vissa samhällen i Saterland i distriktet Cloppenburg, Niedersachsen. Saterfrisiskan är en sista rest av östfrisiskan som tidigare talades i Ostfriesland. Den variant av östfrisiskan som talades på ön Wangerooge dog ut på 1930-talet. 
Frisernas intressen företräds sedan 1925 av det interfrisiska rådet (Interfrasche Rädj) med säte i Leer, Ostfriesland. Det interfrisiska rådet är en gemensam paraplyorganisation för väst-, öst- och nordfriserna i Tyskland och Nederländerna. För nordfrisernas del kan Frasche Rädj och för saterfrisernas del saterfrisiska förbundet (Seelter Buund) nämnas. 
Undervisning på nordfrisiska ges vid 25 låg- och mellanstadieskolor i Schleswig-Holstein. Läsåret 2002/03 fick totalt 1 473 elever undervisning i frisiska. På högstadie- och gymnasienivå ges undervisning bl.a. vid gymnasierna i Wyk auf Föhr och Niebüll. Under perioden 1993–1996 drevs en försöksverksamhet vid förskolor i Süderende/Söleraanj på Föhr och i Risum-Lindholm i syfte att undersöka om det är möjligt att revitalisera det frisiska språket i förskolemiljö. Det finns 14 förskolor som erbjuder frisiska språkaktiviteter. Flera kommuner har infört tvåspråkiga orts- och vägskyltar och vid olika tillfällen hålls gudstjänster på frisiska. 
Utbildning i saterfrisiska ges vid låg- och mellanstadieskolor i Saterland (182 elever av totalt 1 082 elever inom området får sammanlagt 13 timmar undervisning per vecka). Viss forskning kring saterfrisiskan pågår. Dessutom har distriktsregeringen i Oldenburg inrättat en ombudsman för saterfrisiska och lågtyska.